# Georges Kars

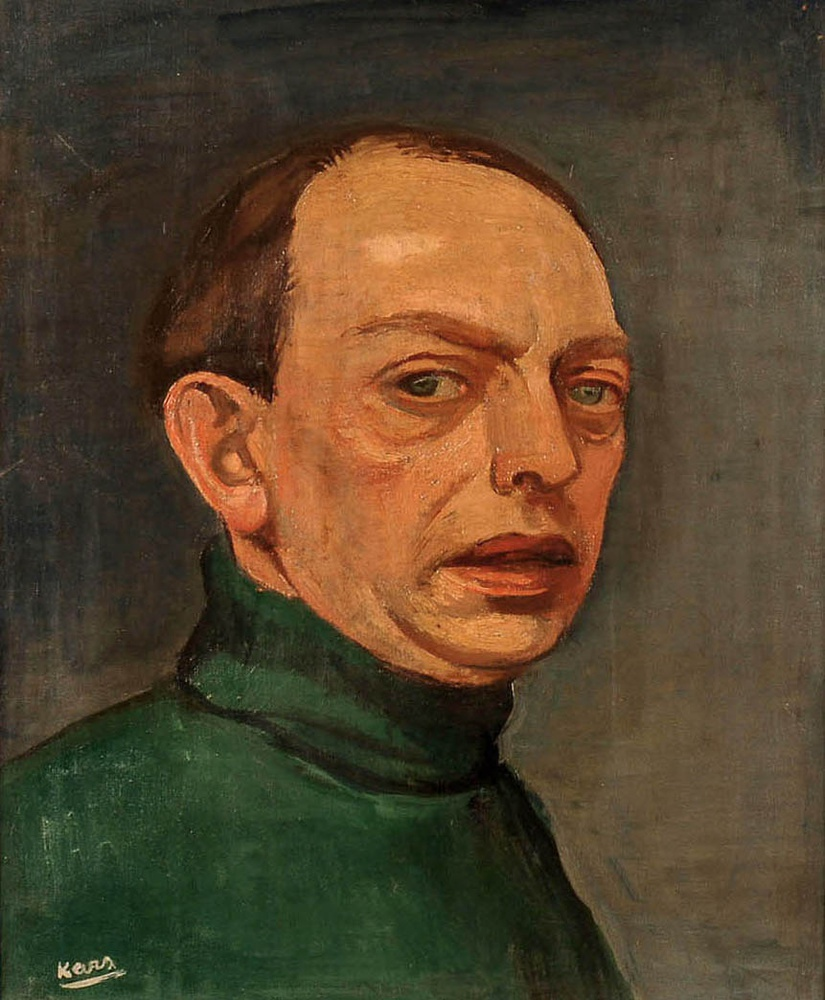
Selbstbildnis (1929)

Georges Kars (* 2. Mai 1880, nach einigen Quellen auch 1882 in Kralupy bei Prag; † 5. Februar 1945 in Genf; eigentlich Jiří Karpeles, auch Jiří oder Georg Kars) war ein tschechischer Maler und Zeichner, der sein Schaffen unter anderem der Landschaftsmalerei und der Aktmalerei widmete.

## Leben
Kars wurde in Prag als Sohn einer aus Deutschland stammenden Familie von Mühlenbesitzern geboren, seine Eltern waren Wilhelm Karpeles und Berta, geborene Popper. Als Schüler nahm er in Prag Malunterricht. Von 1899 bis 1905 war er an der Akademie der Bildenden Künste München Schüler von Franz von Stuck und in der Privatschule von Heinrich Knirr. Neben seiner Ausbildung an der Akademie studierte er an der Universität München Kunstgeschichte. In dieser Zeit freundete er sich in München mit Jules Pascin und Paul Klee an. 1906 bis 1907 bereiste er Portugal und Spanien, wo er Juan Gris begegnete. Er beschäftigte sich intensiv mit der Malerei von Velazquez und Goya.
1906 änderte die Familie ihren Namen von Karpeles zu Kars. 1908 heiratete Kars seine Frau Nora.
Zwischen 1905 und 1907 lebt Kars hauptsächlich in Madrid, ab 1908 bis zum Ersten Weltkrieg meist in Paris. Hier hatte er unter anderem Kontakt mit den Künstlerkollegen Pascin, Chagall, Apollinaire und Max Jacob. Während des Ersten Weltkriegs hielt Kars sich in Belgien auf und diente wahrscheinlich an der Front.
1937 wurden in der Aktion „Entartete Kunst“ sechs seiner Arbeiten aus deutschen öffentlichen Sammlungen beschlagnahmt.
1939 kehrte Kars nach Paris zurück; noch im gleichen Jahr floh er nach Lyon und 1942 zog er zu seiner Schwester in die für ihn als Juden sichere Schweiz. 1945 beging Georges Kars Suizid, indem er sich aus dem 5. Stock eines Hotels stürzte. Er konnte die Tragödie seines Volkes, die Schoah, nicht länger ertragen.

## Wirkung und Ausstellungen

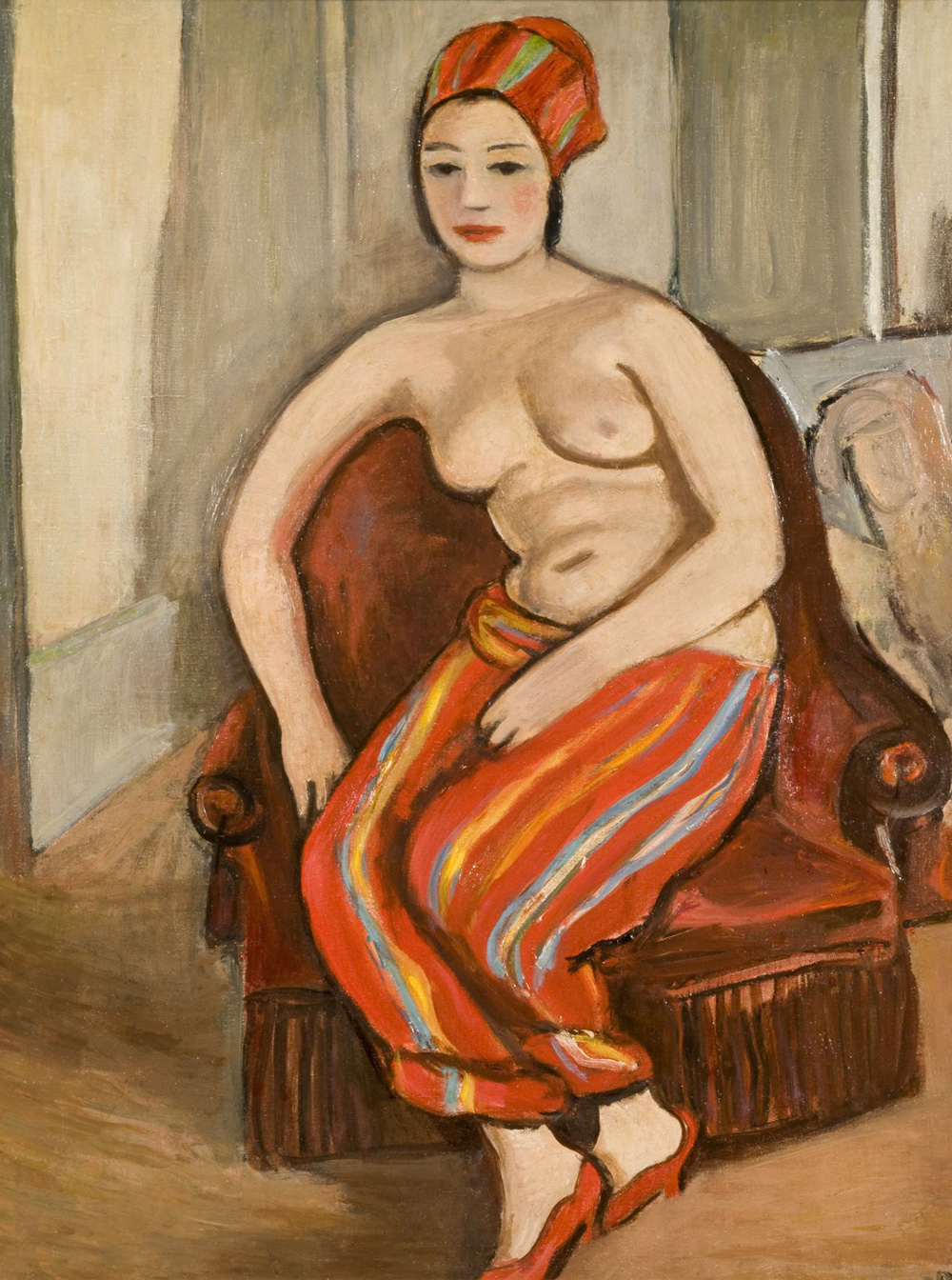
Odalisque (1929)

Kars war Mitglied des Salon d’Automne, wo er zwischen 1909 und 1927 ausstellte, des Salon des Indépendants (1910, 1913 bis 1926), des Salon des Tuileries (1923 bis 1929) und der Prager Secession. Er hatte 1914 unter anderem Ausstellungen bei Hans Goltz in München sowie der Galerie Flechtheim in Düsseldorf. 1919 war er auf der Großen Kunstausstellung in Berlin sowie der Kestner-Gesellschaft in Hannover zu sehen, bei Arnot, Paris, im Salon d’Automne, bei Berthe Weil (1928, 1931) und Bernier, Paris (1938). 1937 fand in Prag eine Sammelausstellung mit seinen Werken statt, die auch von Präsident Beneš besucht wurde. 
Nach seinem Tod fand 1948 die erste Ausstellung mit seinen Werken in der Galerie Bernier in Paris statt. 1963 wurde in Velvary das Kars-Museum eröffnet, das 1972 wieder schloss; die dort ausgestellten Werke wurden in das dortige Stadtmuseum überführt. Kars' Arbeiten sind in den verschiedensten Museen Europas ausgestellt. 1965 fand eine kleinere Ausstellung seiner Werke in der Galerie von Vincenc Kramář in Prag statt. 1968 waren Kars' Werke Teil der Ausstellung „Memorial Exhibition to Jewish Artists who Perished in the Holocaust“ in Tel Aviv. In einer großen Retrospektive 1983 wurden im Musée d’Art Moderne von Troyes 120 seiner Arbeiten ausgestellt.
1966 wurden Kars’ Atelier bzw. sein künstlerischer Nachlass im Palais Galliera versteigert. 

## 1937 als "entartet" aus deutschen öffentlichen Sammlungen beschlagnahmte Werke
- Landschaft auf Mallorca (Öl auf Leinwand, 64 × 79 cm, 1913; Kunsthalle Hamburg; vernichtet.)
- Stillleben mit blauem Glas (Öl auf Leinwand, 1921, 46 × 37 cm; Städtische Kunsthalle Mannheim; vernichtet.)
- Landschaft um Mallorca (Tafelbild, Museum für Kunst und Kunstgewerbe Stettin; Verbleib ungeklärt.)
- Frauenakt (Öl auf Leinwand, 80,5 × 65 cm, 1912; Ruhmeshalle Wuppertal-Barmen; Verbleib ungeklärt.)
- Brückenbau (Feder-Zeichnung; 27,5 × 38,5 cm; Museum für Kunst und Heimatgeschichte Erfurt; vernichtet.)
- Auf dem Markt (Tusch-Federzeichnung, 20 × 30,5 cm; Museum für Kunst und Heimatgeschichte Erfurt; vernichtet.)